# Hafratindur
Hafratindur är en bergstopp i republiken Island. Den ligger i regionen Västlandet, 130 km norr om huvudstaden Reykjavík. Toppen på Hafratindur är 922 meter över havet.
Hafratindur är den högsta punkten i trakten. Trakten runt Hafratindur är nära nog obefolkad, med mindre än två invånare per kvadratkilometer. Närmaste större samhälle är Reykhólar, omkring 18 kilometer nordväst om Hafratindur. Trakten runt Hafratindur består i huvudsak av gräsmarker.